# Rhéostat

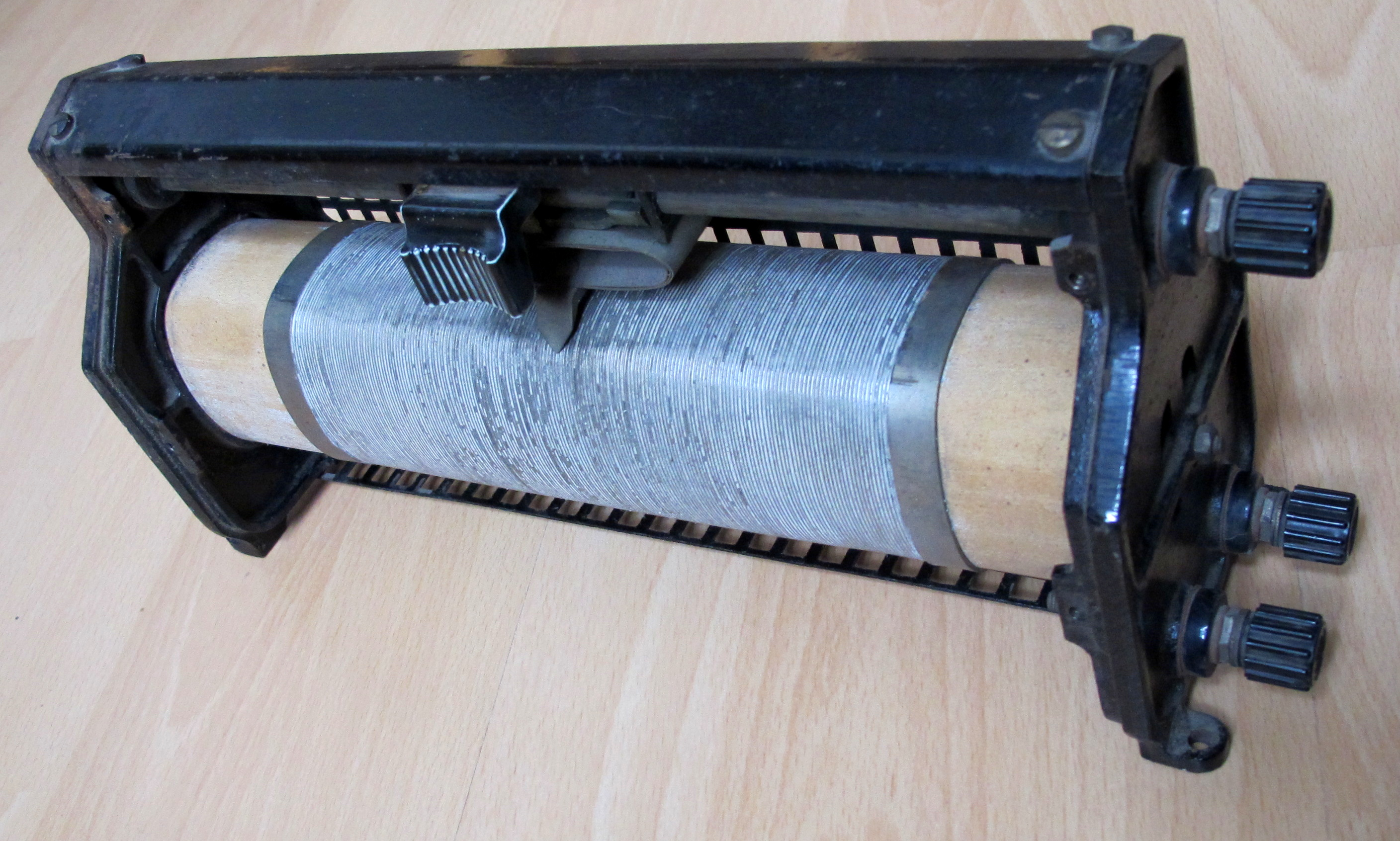
Rhéostat de 100 Ω et de 40 W.

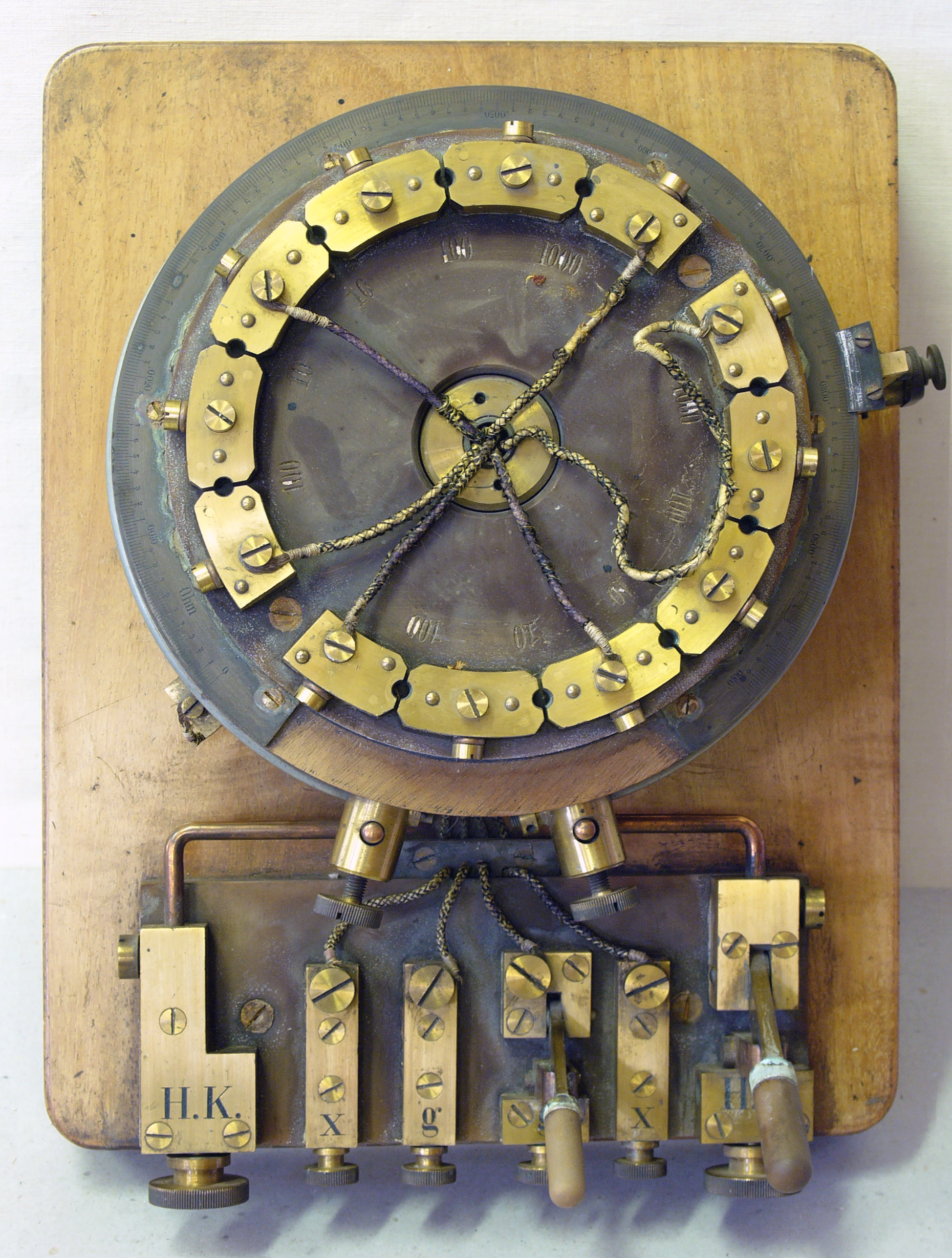
Un rhéostat à palpeur rotatif des années 1900.

Un rhéostat est une résistance électrique réglable qui, intercalée en série dans un circuit, permet d'en modifier l'intensité du courant. Il est généralement constitué d'une résistance variable dimensionnée de manière à supporter l'intensité maximale du courant devant la traverser et dont la valeur peut être réglée sans interruption du courant électrique. Les rhéostats constituent certains capteurs de position ou de déplacement électriques : la variation du déplacement, amplifiée ou diminuée par une chaîne cinématique appropriée, est transmise au palpeur du rhéostat, qui modifie la tension électrique d'un circuit en fonction du déplacement.

## Description
Pour les applications de moyenne puissance (> 1 W), le rhéostat est constitué d'un fil résistif enroulé autour d'un isolant semi-circulaire, et d'un palpeur, élément conducteur mobile (en translation), qui peut faire contact avec n'importe quelle spire de l'enroulement. On règle la résistance en déplaçant le palpeur le long des spires, par l'intermédiaire d'un curseur (palpeur en translation rectiligne) ou d'un bouton (palpeur tournant). 
On doit le mot rhéostat (formé sur les radicaux grecs ῥέος rheos signifiant « courant », et -στάτης « état », de ἱστάναι histanai, " fixer, assigner") à Charles Wheatstone, qui l'introduisit en 1843 pour désigner un dipôle ayant fonction de résistance réglable. 
Les dispositifs destinés à réaliser un potentiomètre : dispositifs à trois bornes constitués d'une résistance et d'un palpeur glissant, peuvent être utilisés pour réaliser un rhéostat à la condition qu'ils supportent l'intensité maximale du courant qui circulera dans le circuit. Il est alors nécessaire de n'utiliser qu'une des deux bornes extrêmes et la borne intermédiaire.

## Usage

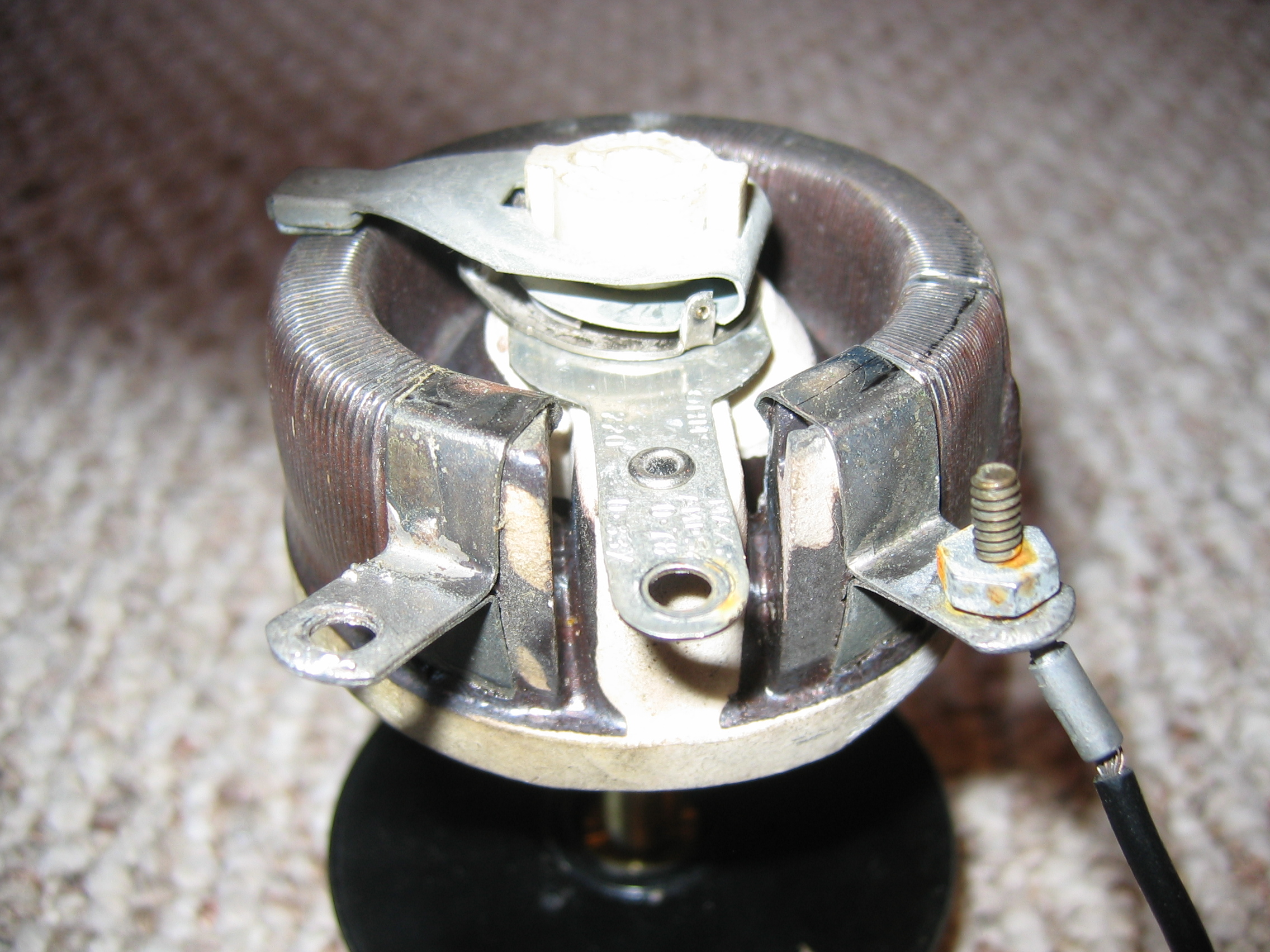
Un rhéostat de puissance.

Les rhéostats sont utilisés pour le réglage de puissance des moteurs à courant continu, les postes de soudage ou les générateurs électriques (jusqu'à des puissances de quelques milliers de W).
On évite de les utiliser de manière permanente, pour régler le courant dans un dispositif nécessitant une grande puissance, parce qu'ils entraînent beaucoup de pertes d'énergie sous forme thermique en raison de l'effet Joule.
On leur préfère aujourd'hui les convertisseurs à découpage, comme les hacheurs ou les gradateurs.

## Autre solution en régime alternatif
En régime de courant alternatif, par exemple pour des récepteurs alimentés par le réseau de distribution, il est possible de remplacer la résistance par des dipôles réactifs (bobines de forte inductance ou condensateurs) qui vont limiter l'intensité sans consommer de puissance active. Ce principe de limitation de l'intensité par une réactance est mis en œuvre pour contrôler le courant dans les tubes fluorescents.